# Otto Wemper
Otto Wemper (* 1894; † 18. Februar 1969) war ein deutscher Forstmann. Er gehörte zu den Pionieren der Rekultivierung von Flächen des Braunkohletagebaus und zu den Mitbegründern des Deutschen Pappelvereins.

## Leben und Wirken
Otto Wemper entstammte einem protestantischen Pfarrhaus im Landkreis Neuwied. Dort empfing er eine tiefe christliche Prägung, die ihn sein Leben lang leiten und auszeichnen sollte. Nachdem er das Abitur am Gymnasium von Neuwied abgelegt hatte, meldete er sich nach dem Ausbruch des Ersten Weltkriegs 1914 unmittelbar als Kriegsfreiwilliger und nahm als Mitglied des Jägerbataillons 11 an den Feldzügen in Frankreich und Rumänien teil. 1916 wurde er zum Oberjäger und kurz darauf zum Vizefeldwebel ernannt. Für seinen Einsatz wurde er mit dem Eisernen Kreuz I. und II. Klasse ausgezeichnet. Wemper erlitt zudem eine schwere Verwundung, unter deren Auswirkungen er ein Leben lang zu leiden hatte.
Nach dem Studium der Forstwissenschaften von 1919 bis 1922 lernte er im Zuge seines Forstreferendariats die verschiedensten preußischen Forstämter kennen. Nachdem er im Frühjahr 1924 die „Große forstliche Staatsprüfung“ abgelegt hatte, übernahm er die kommissarische Leitung des Forstamtes Hermeskeil. Nach kurzer Tätigkeit bei der Regierungsbehörde in Koblenz wurde er 1925 zum Forstmeister ernannt und ihm die Leitung des Eifel-Forstamtes Adenau übertragen.
1927 heiratete Otto Wemper die aus Düsseldorf stammende Margot Engels. Aus der Ehe gingen zwei Töchter hervor.
Aufgrund seiner christlichen Grundüberzeugungen ein Gegner der aufkommenden nationalsozialistischen Herrschaft, war Wemper im „Dritten Reich“ politischer Verfolgung ausgesetzt und konnte das Forstamt Adenau nur noch bis zum Jahr 1940 leiten.
Politisch unbelastet, stellte sich Forstmeister Wemper unmittelbar nach dem Ende des Zweiten Weltkriegs für den Wiederaufbau zur Verfügung. Bereits im August 1945 wurde er zum Oberforstmeister für die Regierungsbezirke Köln und Aachen berufen. Im Jahr 1950 folgte die Ernennung zum Landforstmeister bei der Bezirksregierung in Köln. Zu den Herausforderungen, denen sich Wemper stellen musste, gehörte nicht nur, die gesamte Forstorganisation neu zu ordnen, sondern vor allem, die im Zuge der Kriegshandlungen und der späteren Reparationshiebe verwüsteten und ausgeplünderten Wälder der Eifel und des Rheinlandes wieder aufzubauen.
Ein weiteres Problem, an dessen Lösung Wemper maßgeblich mitwirkte, waren die durch den Braunkohlen-Tagebau verursachten Landschaftszerstörungen größten Ausmaßes. Zusammen mit dem Kölner Regierungspräsidenten Wilhelm Warsch (CDU) gehörte er zu den Pionieren des Rekultivierungsgesetzes für das Kölner Revier. Dabei erkannte Wemper schon frühzeitig die Eignung der Pappeln als Pioniergehölze auf den zu rekultivierenden Flächen. Noch heute (2008) werden diese Bäume in der Braunkohlentagebau-Rekultivierung verwendet. Folgerichtig gehörte Wemper 1947 auch zu den Mitbegründern des Deutschen Pappelvereins. Als er 1959 in Pension ging, hatte er ein beachtliches Aufbauwerk hinterlassen.
Bis zum Jahr 1965 leitete Wemper noch die Hauptgeschäftsstelle des Deutschen Pappelvereins und diejenige der Deutschen Pappelkommission. Seine Kenntnisse und Erfahrungen auf dem Gebiet der Pappelwirtschaft und des Flurholzanbaus machten ihn in diesen Jahren weit über die Grenzen Nordrhein-Westfalens hinaus bekannt. Wemper organisierte und leitete zahlreiche Pappeltagungen und -exkursionen. Nach seinem Ausscheiden ernannte man ihn zum Ehrenmitglied des Deutschen Pappelvereins und Lignikultur.
Über den forstlichen Wirkungskreis hinaus hat sich Wemper zudem jahrzehntelang ehrenamtlich innerhalb der Evangelischen Kirche als Presbyter und Synodaler engagiert.
Otto Wemper starb wenige Wochen vor seinem 75. Geburtstag am 18. Februar 1969 an den Folgen eines Herzinfarktes.